# Agrippine (bande dessinée)
Pour les articles homonymes, voir Agrippine.
Agrippine est une série de bande dessinée réalisée par la Française Claire Bretécher dont les huit albums sont publiés entre 1988 et 2009.
Elle présente les dilemmes existentiels et les préoccupations futiles d'une adolescente gâtée, caricaturant à l'absurde les travers d'une bourgeoisie parisienne coincée entre existentialisme et société de consommation. Les ados y sont dépeints sous les traits de faux rebelles avant tout préoccupés par le paraître et la séduction, tandis que les adultes sont souvent des hippies attardés qui veulent garder leur illusion de liberté d'esprit tout en menant une vie étriquée.

## Albums
En 1988 sort le premier tome, Agrippine, qui permet de faire connaissance avec le vocabulaire et les personnages. Trois ans plus tard, en 1991, sort le deuxième album, Agrippine prend vapeur, dont le titre comporte une expression souvent utilisée dans Agrippine. Ce deuxième tome montre la réaction d'Agrippine quand sa meilleure amie se trouve un copain. Les deux albums suivants, Les Combats d'Agrippine (1993) et Agrippine et les inclus (1995), montrent les premières amours d'Agrippine (Morose le Hachis et Persil Wagonnet).
En 1998, la bande dessinée prend un nouveau tournant avec Agrippine et l'ancêtre, qui fait apparaître Zonzon, l'arrière-grand-mère d'Agrippine. Cet album est le plus vendu de la série. Dans la continuité du précédent album, Agrippine et la secte à Raymonde (2001) a sa propre intrigue : les amis d'Agrippine tombent tous peu à peu dans une secte. En 2004, sort Allergies, qui reçoit des critiques mitigées, en raison de la transformation d'Agrippine en une jeune qui fume et se drogue. Le huitième et dernier album, Agrippine déconfite, sort en 2009. L'intégrale des cinq premiers tomes sort en 2000 et celle qui regroupe les huit tomes sort en 2010.

## Personnages
Les personnages d'Agrippine sont des caricatures des adolescents des années 1990 et de leurs parents, souvent de mentalité « soixante-huitarde ». Bretécher elle-même insiste sur le fait que plus que ses personnages, ce sont les situations dans lesquelles elle les place qui l'intéressent : « Ce sont des caractères, je n'ai pas besoin de les aimer. Agrippine est un personnage pratique qui permet d'aller dans plusieurs directions. Elle pourrait aussi bien devenir un personnage secondaire. ».

### Agrippine et sa famille
- Agrippine : personnage principal de la série, Agrippine est une lycéenne en pleine crise d'adolescence, avec toutes les caractéristiques des jeunes de son âge : les questions existentielles sur le sens de la vie, la curiosité vis-à-vis de la sexualité, la curiosité au sujet des garçons, les bavardages interminables avec les copines, les rumeurs, les querelles avec les parents, etc. Elle n'a aucun projet précis pour l'avenir et ne s'intéresse pas à grand-chose. Elle regrette que ses parents n'aient pas divorcé quand ils en avaient l'occasion, car ça lui aurait donné deux fois plus de cadeaux à Noël et aux anniversaires. Son nom fait référence à Agrippine la Jeune, mère autoritaire et possessive de l'empereur Néron.
- Poule : mère d'Agrippine, Poule s'efforce de prendre stoïquement les diverses bizarreries de sa progéniture, mais n'y arrive que grâce à une bonne dose quotidienne de calmants. Elle est avocate.
- Merlan : père d'Agrippine. Lui et Poule ont failli divorcer quand Agrippine était petite ; depuis, ils ne s'adressent plus la parole, sauf en cas d'urgence. Merlan est écrivain ; ses œuvres ont souvent pour thème les mollusques. Il est très protecteur envers sa fille et a du mal à la voir devenir adulte.
- Biron : petit frère et bête noire d'Agrippine, qui ne supporte pas l'humour « pipi-caca » que celui-ci aime à lui imposer. Âgé d'environ 8 ans, il est déjà très doué pour gagner de l'argent, par exemple en organisant des visites payantes à sa très vieille arrière-grand-mère.
- Mamie : mère de Poule, c'est une grand-mère dynamique, toujours prête à partir en voyage et à découvrir de nouveaux horizons. On sait qu'elle a été mariée à un communiste, ce que sa propre mère ne lui a pas pardonné. Celle-ci l'appelle Ninifle à cause de ses rhumes d'enfance. Elle se fait passer pour morte dans Agrippine déconfite.
- Zonzon : arrière-grand-mère d'Agrippine par ligne féminine (donc grand-mère de Poule et mère de Mamie), apparue dans Agrippine et l'ancêtre. Âgée de 95 ans et demi, elle oublie les prénoms des membres de sa famille, mais reste très douée en calcul mental et ouverte sur le monde informatique. Elle n'aime pas les animaux.
- Tonton Jean-Mi : frère de Poule. Dénommé Jean-Million, il déteste son prénom et veut qu'on l'appelle Scott. Il est professeur de mathématiques. Il a un flirt ponctuel avec Rouge-Gorge. Il se lance dans des projets télévisuels douteux dans Agrippine déconfite.
- Candida : gardienne et femme de ménage portugaise avec un accent à moitié espagnol. Elle apparaissait déjà dans Docteur Ventouse, bobologue et Le Destin de Monique (épisode qui donne son nom de famille : Rosario).

### Amis
- Bergère Leprince : meilleure amie d'Agrippine, qui la surnomme « Morue-Sauce-verte ». Toutes deux ont juré de tout se dire, surtout au sujet des garçons. Bergère s'investit énormément dans l'humanitaire, mais dans des actions inhabituelles, comme la réinsertion des vieux délinquants. Elle complexe énormément sur son peu de poitrine. C'est elle, qui, dans Agrippine prend vapeur, est la première des deux à « conclure » (avoir des rapports sexuels) avec un garçon, Mirtil Galère, ce qui provoque la jalousie d'Agrippine. Son nom fait référence à la bergère qui épouse un prince charmant dans les contes de fées.
- Modern Mesclun : éternel amoureux recalé d'Agrippine, au motif qu'il bave. Il essaie désespérément de se faire remarquer du monde entier et joue les philosophes (« Rien de sérieux n'a été pensé entre Platon et Modern Mesclun. »). Il est doué pour l'informatique et fait preuve d'un rare talent pour analyser les liaisons romantiques des autres ados et prédire leur développement (« Gueule d'Oracle » dans Agrippine prend vapeur). Le mesclun est un mélange de salades.
- Rouge-Gorge de Cossé-Balzac : « Folle mytho mégalo nympho » comme la définissent ses camarades de classe, c'est une jeune fille obsédée par son physique. Assez ronde, elle désire devenir top model. Elle est particulièrement menteuse et raconte à tout le monde qu'elle connait les stars les plus célèbres, lesquels, bien sûr, sont tous amoureux d'elle. Elle croit également que tout garçon qui la regarde se met à fantasmer sur elle, voire, en tombe amoureux. Elle s'est fait gonfler les lèvres au collagène. Son nom associe ceux des Cossé-Brissac et de Balzac.
- Psyché Chia : deuxième meilleure amie d'Agrippine. Jeu de mots possible sur chéchia.
- Moonlight Mollard : troisième meilleure amie d'Agrippine.
- Morose le Hachis : premier garçon avec qui Agrippine sort, il affecte le non-conformisme jusqu'à l'absurde. Il apprend à Agrippine à « non-être ».
- Mirtil Galère : il sort avec Bergère dans Agrippine prend vapeur, puis avec Agrippine à la fin du même album. Il emploie à tort et à travers des locutions latines un peu partout dans ses dialogues.
- Muflée Madredios : jeune fille anorexique de l'âge d'Agrippine. Elle intègre la secte à Raymonde dans l'album du même nom et finit écrasée par un égouttoir de bronze après un jeûne très sévère.
- Canaan Linchbage : informaticien apparu dans Agrippine et l'Ancêtre. Agrippine et lui ont le coup de foudre au point de « conclure » sans attendre sur le lit de Zonzon. Dans Agrippine et la secte à Raymonde, il intègre une secte et essaie d'y faire entrer Agrippine, alors qu'elle vient juste de le quitter. Le nom est une allusion possible au château Lynch-Bages, un grand cru du Médoc, et probable à Charles Babbage, mathématicien et précurseur de l'informatique.

## Analyse

### Une critique sociale dans la ligne de l'œuvre de Bretécher
Pierre Bourdieu qualifie Agrippine d'« évocation […] rigoureuse, quasi ethnographique » de la bourgeoise intellectuelle parisienne saisie dans tous ses aspects : postures corporelles, langage, préoccupations (comme l'obsession des parents pour la réussite scolaire), etc.. Les enjeux liés aux familles recomposées y sont particulièrement exposés.
Cet aspect documentaire n'empêche pas Bretécher de créer des personnages adolescents « profondément universels », moqueurs face au jeunisme des adultes et d'un scepticisme teinté d'indifférence face à leurs injonctions contradictoires.
Cette critique sociale est dans la lignée des Frustrés (1973-1981), dont Agrippine apparaît « en quelque sorte [comme] la fille bâtarde […], aussi superficielle et égoïste que ses militants de parents se voulaient engagés et décidés à changer la société ».
Dans L'Obs, Bretécher explique le choix de ce prénom « horripilant » : « C'est la mère de Néron. Je voulais quelqu'un qu'on ait envie de détester tout de suite ».

### Un langage inventif
La série Agrippine est régulièrement saluée pour son « langage formidablement inventif ». Dans ses œuvres antérieures, notamment Les Frustrés, Bretécher faisait déjà du langage l'un des meilleurs moyens de caricaturer la vacuité et les contradictions de ses personnages archétypaux. Dans Agrippine, l'auteure continue à cataloguer les tics de langage de ses contemporains, tout en allant « bien au-delà de la caricature ». Dans la série, en effet, elle utilise un argot français contemporain, non seulement restitué, mais également en grande partie inventé — par exemple lorsqu'elle extrapole les tics langagiers adolescents (« anglicismes mal digérés, verlan et constructions elliptiques, abréviations et déformations ») ou qu'elle invite divers termes pour évoquer la complexité des liens familiaux à l'ère des divorces (« faux-demi », « double-demi », « demi-doubles »). Bretécher réussit cependant à donner à ses inventions un aspect extrêmement naturel, allant « toujours dans le sens où va la langue elle-même ».
Cette inventivité verbale témoignant d'« un sens aigu de l'observation participante » est restée constante au long des vingt ans sur lesquels s'est étalée la publication de la série. Elle participe grandement de l'humour d'Agrippine.

## Liste des albums
- Agrippine, auto-édition[11] :

1. Agrippine, 1988.
2. Agrippine prend vapeur, 1991.
3. Les Combats d'Agrippine, 1992.
4. Agrippine et les Inclus, 1993.
5. Agrippine et l'Ancêtre, 1998[12].
6. Agrippine et la Secte à Raymonde, 2001.
7. Allergies, 2004.
8. Agrippine déconfite, Dargaud, 2009.

## Traductions
- (de) Agrippina (trad. Rita Lutrand et Wolfgang Mönninghoff), Rowohlt :

1. Agrippina, 1989.  (ISBN 3498005324)
2. Agrippina 2, 1992.  (ISBN 3498005626)
3. Agrippina 3, 1994.  (ISBN 3498005774)

- (sv) Agrippina (trad. Anders Jönsson et Gunilla Sondell), Hammarström & Åberg, 1989.  (ISBN 9176381064)
- (it) Agrippina :

1. Agrippina (trad. Nicoletta Pardi), Éditions Bompiani, 1990.  (ISBN 8845216136)
3. I conflitti di Agrippina, Comic Art, 1997.
8. La battaglie di Agrippina (trad. I. Bozzeda), Comma 22, 2010.  (ISBN 8865030127) Contient également un autre album.
- (en) Agrippina (trad. Fiona Cleland), Methuen :

1. Agrippina, 1992.  (ISBN 0749308125)
2. Agrippina throws a wobbly, 1992.  (ISBN 041367150X et 0749314699)

- (es) Agripina (trad. Gustau Raluy) :

1. Agripina, Beta Editorial, 2000. (OCLC 433398430)
3. Las trifulcas de Agripina, Beta Editorial, 2001.  (ISBN 8470914073)
5. Agripina y su antepasada, Norma Editorial, 2008.  (ISBN 9788498140576)
8. Agripina esta confusa, Norma Editorial, 2008.   (ISBN 9788498476279)
- (de) Agrippina (trad. Kai Wilksen), Reprodukt :

7. Allergien, 2009.  (ISBN 9783941099036)
8. Fix une fertig, 2015.  (ISBN 9783943143195)

## Adaptations
- En 2001, Agrippine a fait l'objet d'une adaptation en série télévisée d'animation de 26 épisodes de 26 minutes réalisée par Frank Viber. Bretécher ne s'est pas vraiment impliquée dans le projet, consciente que dans tous les cas elle serait déçue[13].
- En 2012, la bande dessinée est adaptée par Christèle Wurmser à la radio sur France Culture pour une série de cinq épisodes de 23 minutes[14]

## Récompense
- 1999 : Alph-Art humour pour Agrippine et l'ancêtre[1].

### Documentation
- Pierre Bourdieu, « Agrippine et le moderne », Lecture jeune, no 77,‎ janvier 1996, p. 22 (ISSN 1163-4987).
- François Poudevigne, « Ainsi parlait Agrippine : le langage et ses aberrations dans Agrippine de Claire Bretécher », sur Neuvième Art 2.0, février 2018.
- Marina Yaguello, « Bretécher prend vapeur », Lecture jeune, no 77,‎ janvier 1996, p. 23-4 (ISSN 1163-4987).
- Paul Gravett (dir.), « De 1970 à 1989 : Agrippine », dans Les 1001 BD qu'il faut avoir lues dans sa vie, Flammarion, 2012 (ISBN 2081277735), p. 524.
- Christophe Quillien, « Enfants terribles et dames indignes : Agrippine », dans Elles, grandes aventurières et femmes fatales de la bande dessinée, Huginn & Muninn, octobre 2014 (ISBN 9782364801851), p. 190-191.